# Sinularia ornata
Sinularia ornata is een zachte koraalsoort uit de familie Alcyoniidae. De koraalsoort komt uit het geslacht Sinularia. Sinularia ornata werd in 1970 voor het eerst wetenschappelijk beschreven door Tixier-Durivault. 